# Юнацька збірна Соломонових Островів з футболу (U-17)
Юнацька збірна Соломонових Островів з футболу (U-17) — національна футбольна збірна Соломонових Островів, що складається із гравців віком до 17 років. Керівництво командою здійснює Футбольна Федерація Соломонових Островів.
Головним континентальним турніром для команди є Юнацький чемпіонат ОФК, який з 2018 року розігрується серед команд з віковим обмеженням до 16 років і успішний виступ на якому дозволяє отримати путівку на Чемпіонат світу (U-17). Також може брати участь у товариських і регіональних змаганнях.

## Виступи на міжнародних турнірах

### Чемпіонат світу (U-17)
| Статистика чемпіонатів світу (U-17) | Статистика чемпіонатів світу (U-17) | Статистика чемпіонатів світу (U-17) | Статистика чемпіонатів світу (U-17) | Статистика чемпіонатів світу (U-17) | Статистика чемпіонатів світу (U-17) | Статистика чемпіонатів світу (U-17) | Статистика чемпіонатів світу (U-17) | Статистика чемпіонатів світу (U-17) | Статистика чемпіонатів світу (U-17) |                    |
| Рік                                 | Раунд                               | І                                   | В                                   | Н                                   | П                                   | Г+                                  | Г-                                  | РГ                                  | О                                   |                    |
| ----------------------------------- | ----------------------------------- | ----------------------------------- | ----------------------------------- | ----------------------------------- | ----------------------------------- | ----------------------------------- | ----------------------------------- | ----------------------------------- | ----------------------------------- | ------------------ |
| 1993 до 2005                        | не кваліфікувалася                  | не кваліфікувалася                  | не кваліфікувалася                  | не кваліфікувалася                  | не кваліфікувалася                  | не кваліфікувалася                  | не кваліфікувалася                  | не кваліфікувалася                  | не кваліфікувалася                  | не кваліфікувалася |
| 2007 до 2009                        | не брала участь                     | не брала участь                     | не брала участь                     | не брала участь                     | не брала участь                     | не брала участь                     | не брала участь                     | не брала участь                     | не брала участь                     | не брала участь    |
| 2011                                | не кваліфікувалася                  | не кваліфікувалася                  | не кваліфікувалася                  | не кваліфікувалася                  | не кваліфікувалася                  | не кваліфікувалася                  | не кваліфікувалася                  | не кваліфікувалася                  | не кваліфікувалася                  | не кваліфікувалася |
| 2013                                | знялася                             | знялася                             | знялася                             | знялася                             | знялася                             | знялася                             | знялася                             | знялася                             | знялася                             | знялася            |
| 2015 до 2017                        | не кваліфікувалася                  | не кваліфікувалася                  | не кваліфікувалася                  | не кваліфікувалася                  | не кваліфікувалася                  | не кваліфікувалася                  | не кваліфікувалася                  | не кваліфікувалася                  | не кваліфікувалася                  | не кваліфікувалася |
| 2019                                | груповий етап                       | 3                                   | 0                                   | 0                                   | 3                                   | 0                                   | 20                                  | -20                                 | 0                                   |                    |
| 2021                                | не визначено                        | не визначено                        | не визначено                        | не визначено                        | не визначено                        | не визначено                        | не визначено                        | не визначено                        | не визначено                        | не визначено       |
| Усього                              | -                                   | 3                                   | 0                                   | 0                                   | 3                                   | 0                                   | 20                                  | -20                                 | 0                                   |                    |

### Юнацький чемпіонат ОФК
| Юнацький чемпіонат ОФК | Юнацький чемпіонат ОФК | Юнацький чемпіонат ОФК | Юнацький чемпіонат ОФК | Юнацький чемпіонат ОФК | Юнацький чемпіонат ОФК | Юнацький чемпіонат ОФК | Юнацький чемпіонат ОФК | Юнацький чемпіонат ОФК | Юнацький чемпіонат ОФК |
| Рік                    | Раунд                  | І                      | В                      | Н                      | П                      | Г+                     | Г-                     | РГ                     | О                      |
| ---------------------- | ---------------------- | ---------------------- | ---------------------- | ---------------------- | ---------------------- | ---------------------- | ---------------------- | ---------------------- | ---------------------- |
| 1993                   | друге місце            | 4                      | 2                      | 0                      | 2                      | 3                      | 6                      | -3                     | 2                      |
| 1995                   | четверте місце         | 4                      | 0                      | 1                      | 3                      | 3                      | 8                      | -5                     | 1                      |
| 1997                   | третє місце            | 5                      | 3                      | 0                      | 2                      | 9                      | 7                      | +2                     | 6                      |
| 1999                   | третє місце            | 6                      | 4                      | 1                      | 1                      | 19                     | 5                      | +14                    | 12                     |
| / 2001                 | груповий етап          | 4                      | 2                      | 0                      | 2                      | 20                     | 3                      | +17                    | 6                      |
| / 2003                 | груповий етап          | 5                      | 2                      | 1                      | 2                      | 18                     | 6                      | +12                    | 7                      |
| 2005                   | третє місце            | 6                      | 3                      | 2                      | 1                      | 20                     | 8                      | +12                    | 8                      |
| 2007                   | не брала участь        | -                      | -                      | -                      | -                      | -                      | -                      | -                      | -                      |
| 2009                   | не брала участь        | -                      | -                      | -                      | -                      | -                      | -                      | -                      | -                      |
| 2011                   | третє місце            | 5                      | 4                      | 0                      | 1                      | 24                     | 4                      | +20                    | 12                     |
| 2013                   | знялася                | -                      | -                      | -                      | -                      | -                      | -                      | -                      | -                      |
| / 2015                 | груповий етап          | 4                      | 2                      | 0                      | 2                      | 24                     | 6                      | +18                    | 6                      |
| 2017                   | півфінали              | 4                      | 1                      | 1                      | 2                      | 16                     | 6                      | +10                    | 4                      |
| 2018                   | друге місце            | 5                      | 4                      | 0                      | 1                      | 18                     | 1                      | +17                    | 12                     |
| Усього                 |                        | 52                     | 27                     | 6                      | 19                     | 174                    | 60                     | +114                   | 76                     |